# Liste der Naturdenkmäler in Wadersloh
Die Liste der Naturdenkmäler in Wadersloh nennt die Naturdenkmäler in Wadersloh im Kreis Warendorf in Nordrhein-Westfalen.

## Naturdenkmale
| Nummer | Bezeichnung                    | Lage | Bemerkung                                                 | Bild |
| ------ | ------------------------------ | --- | --------------------------------------------------------- | ---- |
|        | Eiche                          | Wadersloh, Ecke Stromberger Straße/Kopernikusstraße (51° 44′ 42″ N, 8° 14′ 31,9″ O)                                  |                                                           |      |
|        | Blutbuche                      | Wadersloh(51° 44′ 6″ N, 8° 14′ 58,9″ O)                                                                              |                                                           |      |
|        | Linde                          | Liesborn, Straße „Im Klostergarten“(51° 42′ 43,9″ N, 8° 15′ 20,9″ O)                                                 |                                                           |      |
|        | Eiche                          | Diestedde, Straße „Am Schloss“(51° 44′ 30,1″ N, 8° 10′ 27,1″ O)                                                      |                                                           |      |
| 2.6.1  | Stieleiche                     | Flur 215, Flurstück 33 südwestlich von Diestedde am Dülloweg südlich der Zufahrt zum Hof Dahlmann ()                 | Stammumfang 3,7 m                                         |      |
| 2.6.2  | Quelle am Hof Schulze-Overesch | Flur 1, Flurstück 90                                                                                                 |                                                           |      |
| 2.6.3  | Stieleiche                     | Flur 209, Flurstück 43 an der L 793 nördlich Diestedde in der westlichen Straßenböschung ()                          | Stammumfang 3,45 m                                        |      |
| 2.6.4  | 2 Winterlinden                 | Flur 221, Flurstück 133 Nördlich von Diestedde an der L 793 an einem Bildstock ()                                    | Stammumfang 2,05 m und 2,2 m auf sehr alten Wurzelstöcken |      |
| 2.4.6  | Platane                        | Flur 49, Flurstück 2 Auf dem Hof Wilmsen westlich Wadersloh                                                          | Stammumfang 4,15 m                                        |      |
| 2.6.7  | Stieleiche                     | Flur 6, Flurstück 45 am Quellbereich des Kleybaches nördlich von Wadersloh ()                                        | Stammumfang 3,75                                          |      |
| 2.6.8  | Stieleiche                     | Flur 20, Flurstück 37 An einem Hof westlich von Wadersloh ()                                                         | Stammumfang 3,15 m                                        |      |
| 2.6.9  | 1 Stieleiche und 1 Sommerlinde | Flur 39, Flurstück 6 Stammumfang 4,4 m (Eiche), Sommerlinde dreistämmig aus altem Wurzelstock ()                     |                                                           |      |
| 2.6.10 | 2 Linden                       | Flur 41, Flurstück 52 Auf dem Hof Rose südwestlich Wadersloh ()                                                      | Stammumfang 4,1 m und 5,0 m                               |      |
| 2.6.11 | Stieleiche                     | Flur 7, Flurstück 52 am Kleybach nördlich Wadersloh ()                                                               | Stammumfang 3,15 m                                        |      |
| 2.6.12 | Stieleiche                     | Flur 15, Flurstück 64 Östlich von Wadersloh südlich des Hofes Berlinghoff an einem Teich in einer Grünlandflächeh () |                                                           |      |
| 2.6.13 | 2 Stieleichen                  | Flur 15, Flurstück 47 Östlich von Wadersloh nördlich des Hofes Poppenberg ()                                         |                                                           |      |
| 2.6.14 | Stieleiche                     | Flur 14, Flurstück 25 Am östlichen Ufer des Bergwiesenbaches in Vahlhaus ()                                          | Stammumfang 5,65 m                                        |      |
| 2.6.15 | Hainbuche                      | Flur 120, Flurstück 15 südlich Hof Luster an der Linseniederung ()                                                   | Stammumfang 2,2 m                                         |      |
| 2.6.16 | Stieleiche                     | Flur 121, Flurstück 76 Südlich der L 822 östlich von Göttingen. ()                                                   | Stammumfang 4,1 m                                         |      |
| 2.6.17 | Stieleiche                     | Flur 118, Flurstück 97 An der K 15 südlich Liesborn ()                                                               | Stammumfang 3,0 m                                         |      |
| 2.6.18 | Stieleiche                     | Flur 124, Flurstück 49 In der Lippeniederung westlich des Hofes Linnemann auf einer Weide ()                         | Stammumfang 3,3 m                                         |      |
| 2.6.19 | Stieleiche                     | Flur 139, Flurstück 17 Auf dem Hof Schulze-Waltrop an der Glenne ()                                                  | Stammumfang 4,3 m                                         |      |
| 2.6.20 | Stieleiche                     | Flur 139, Flurstück 27 nördlich eines Wirtschaftsweges zur Glennebrücke in der Bauernschaft Osthusen ()              | Stammumfang 3,2 m                                         |      |

## Ehemalige Naturdenkmäler
| Nummer | Bezeichnung       | Lage                                                                                                 | Bemerkung   | Bild |
| ------ | ----------------- | --- | ----------- | ---- |
| 2.6.5  | Eiche (Femeeiche) | Am Mühlenbach nördlich Schloß Crassenstein Flur 221, Flurstück 284 (51° 44′ 38,3″ N, 8° 10′ 22,7″ O) | abgestorben |      |